# Geisa (Ulster)
Die Geisa ist ein orographisch linker Nebenfluss der Ulster im südlichen Wartburgkreis in der Thüringischen Rhön.

## Name
Der Erstbeleg des Ortes Geisa von 814–817 (Geisaha) belegt, dass die ursprüngliche Endung -aha (='Fließgewässer') gewesen war. Das Bestimmungswort ist unsicher zu deuten. Es könnte mit indogermanisch *ghei- für 'antreiben, bewegt sein' in Zusammenhang stehen oder auch eine Verwandtschaft mit gotisch *(us-)gais-jan (='jemanden erschrecken') haben.

## Verlauf
Die nach Norden fließende Geisa entspringt im Gebiet der Stadt Geisa, nördlich des Ortsteiles Reinhards am Nordwesthang des Rößbergs und durchfließt die Ortsteile Spahl und Geismar, fließt östlich an Wiesenfeld vorbei, bis sie schließlich die Stadt Geisa erreicht und nördlich der Stadt in die Ulster mündet.

## Nebenflüsse
In ihrem Verlauf nimmt die Geisa nördlich von Spahl den Mittelbach und nördlich von Geismar den Geisbach auf; südlich von Wiesenfeld fließt aus dem hessischen Ort Setzelbach der gleichnamige Bach (5,15 km, 5,6 km² Einzugsgebiet) zu. In Geisa zweigt ein Mühlgraben von der Geisa ab.